# Бродський Віктор Леонідович
Бродський Віктор Леонідович (1903-1958) - інженер-конструктор, кораблебудівник.  Був головним інженером будівництва перших радянських крейсерів «Кіров» та «Максим Горький».

## Біографія
Віктор Леонідович Бродський народився 7 вересня 1903 року у Полтаві.
У 1920 році закінчив комерційне училище і вступив до Одеського політехнічного інституту. 
У 1923 році перевівся до Ленінградського політехнічного інституту на кораблебудівний факультет, водночас працював на Балтійському суднобудівному заводі.
Після закінчення інституту у 1930 році, очолив проектне бюро Балтійського заводу, був начальником корпусного цеху.
У 1934-1935 роках знаходився у  відрядженні в Італії для отримання досвіду проектування крейсерів.
Очолював проектування, був головним інженером будівництва перших радянських крейсерів «Кіров» та «Максим Горький».
12 травня 1937 року був заарештований. 3 березня 1938 року засуджений за ст. 58-6 ч. 1, 11 КК на 20 років ув'язнення у виправно-трудовому таборі. Перебуваючи в ув’язненні працював у різних проектно-конструкторських бюро: керував конструкторською групою ОТБ « Болшево» (1938-1939), керівник конструкторської групи ОТБ «Хрести» (1939-1941), керівник проектного відділу на заводі № 340 у Зеленодольську (1941-1942), головний будівельник і начальник відділу судноремонту на заводі № 402 у Молотівську(1942-1945), де керував ремонтом американських та англійських суден .
Після закінчення Великої Вітчизняної війни працював керівником кораблебудівної групи та керівником проекту в ОКБ-172 («Хрести»).
З 1949 року – керівник корпусного відділу, виконуючий обов'язки головного конструктора в ОКБ-5 на заводі № 5 МСП в Ленінграді . З 1951 перебував у засланні в Красноярському краї. Працював дорожнім майстром у Єнісейському районі, начальником цеху лісозаводу у Маклаковому.
У 1955 році був реабілітований та звільнений. Повернувся до Ленінграда. Працював інженером у ЦКЛ-1 (п/с 70), а потім провідним конструктором з проектування суден для промислового флоту в ЦКЛ-14.
Помер 6 лютого 1958 року. Похований у Санкт-Петербурзі.

## Праці
- Бродский В. Л. «Новый метод прогрессивных испытаний судовых механизмов» (1927),
- Бродский В. Л. «Исследования по спуску судов» (1929),
- Бродский В. Л. «Опыт строительства крейсеров в Италии» (1937).